# Повесть о двух городах
«По́весть о двух города́х» (англ. A Tale of Two Cities) — изданный в 1859 году исторический роман Чарльза Диккенса о временах Французской революции.

## Сюжет
Лондон, 1775 год. Пожилой банковский служащий Джарвис Лорри сообщает семнадцатилетней Люси Манетт о том, что её отец вовсе не умер (как она считала), а с момента её рождения содержался в Бастилии по навету злобного маркиза Эвремонда. Теперь он освободился и живёт в Париже у своего прежнего слуги, Дефаржа. Лорри и Люси отправляются во Францию, чтобы увезти несчастного на родину.
1780 год. В лондонском Олд-Бейли судят французского эмигранта Чарльза Дарнея. Ловкому адвокату Сиднею Картону удаётся убедить суд в его невиновности. Освободившись, Дарней встречается в Париже со своим дядюшкой — маркизом Эвремондом, раздражая его своей симпатией к «униженным и оскорблённым». Ночью Эвремонда закалывает горожанин, сына которого тот задавил своей каретой.
Между Люси и Дарнеем возникает чувство, и молодой человек просит её руки у доктора Манетта. Он признаётся в том, что Дарней не его настоящее имя, что на самом деле он Эвремонд — ближайший родственник того человека, который обрёк доктора на двадцатилетнее заточение. Доктор даёт своё согласие на брак, но погружается в безумие — берётся за тачание обуви, которому прежде предавался в Бастилии.
1789 год. Супруги Дефаржи в числе первых врываются в ненавистную Бастилию. Добродетельный Дарней, живущий в Лондоне с Люси, получает из Парижа письмо, в котором его пожилой безобидный слуга, попавший под трибунал, заклинает о помощи.
Едва Дарней ступает на французскую землю, как его задерживают как беглого аристократа и препровождают в тюрьму Ла-Форс (фр.). Семейство Дарнеев-Манеттов в полном составе устремляется на его спасение.
Один год и три месяца проходят в ожидании суда над Дарнеем. Во время процесса показания против него даёт мадам Дефарж. В качестве подтверждения преступности всех Эвремондов, она приводит заметки всем известного и уважаемого доктора Манетта, составленные им в Бастилии. Несмотря на его вмешательство в защиту зятя, под впечатлением от перечисленных злодеяний Эвремондов, революционный трибунал приговаривает Дарнея к казни на гильотине.
Опустившемуся адвокату Картону, который безответно влюблён в Люси, удаётся подслушать разговор мадам Дефарж, в котором она раскрывает истинную причину своей ненависти к Эвремондам. Много лет назад покойный Эвремонд изнасиловал её сестру, лечащим врачом которой был доктор Манетт. Её семья была обречена на истребление, и сама она выжила только чудом.
Картон предупреждает Люси и её семью о необходимости срочно покинуть Францию, так следующей жертвой мадам Дефарж станет семья «последнего из Эвремондов», то есть сама Люси и её дочь. При помощи шантажа он получает доступ в камеру Дарнея и меняется с ним одеждой. Так как внешне они очень похожи, Дарнею удаётся беспрепятственно выбраться из тюрьмы и из Парижа, а Картон на другой день вместо него восходит на гильотину.
Из последних слов Картона ясно, что он считает свой поступок актом самопожертвования из любви к Люси и ради её счастья. В конце книги показана гибель мадам Дефарж от руки верной экономки Люси Манетт. Супруги Дарнеи благополучно возвращаются в Лондон.

## Анализ
Идея «Повести о двух городах» пришла к Диккенсу во время исполнения в пьесе Уилки Коллинза роли человека, который жертвует собой ради счастья своей возлюбленной и дорогого её сердцу мужчины.
С этим сюжетом, который имел параллели в жизни самого Диккенса, связались мысли о Французской революции, почерпнутые во время чтения исторической книги Карлейля — писателя, которого Диккенс боготворил и у которого учился. Идея концовки была почерпнута из оккультного романа «Занони».
Что характерно для зрелого Диккенса, остросюжетные конструкции позволяют ему наметить нити, пронизывающие всё общество, и провести перед глазами читателя представителей самых разных сословий. Юридическая профессия, как всегда, влечёт его к драматическим описаниям судебных процессов. Религиозные мотивы возвращения к жизни, всепрощения и самопожертвования отражены в веренице образных антитез и противопоставлений. Скажем, растекающееся по парижской улице вино из разбитой бочки предвещает реки крови.
По наблюдению Корнея Чуковского, «Повесть…» начинается с почти стихотворного каданса, задающего ритм противопоставлений, который пронизывает всю книгу, — между верхами и низами, аристократией и парижским «дном», любящими и ненавидящими, Парижем и Лондоном:

«Это было лучшее изо всех времен, это было худшее изо всех времен; это был век мудрости, это был век глупости; это была эпоха веры, это была эпоха безверия; это были годы Света, это были годы Мрака; это была весна надежд, это была зима отчаяния; у нас было всё впереди, у нас не было ничего впереди…»

## Популярность
В англоязычных странах единственный (за исключением «Барнеби Раджа») исторический роман Диккенса стал хрестоматийным. Утверждается, что при тираже в 200 млн экземпляров это не только самое популярное в англоязычных странах произведение писателя, но и главный бестселлер в истории англоязычной прозы. По другому мнению, 200 млн экземпляров — это популярный миф.
Роман неоднократно экранизировался, первый раз в 1911 году. Классической считается экранизация 1935 года, спродюсированная Дэвидом Селзником. В 1980-е годы обратиться к этому литературному материалу планировал Терри Гиллиам. В 1980 году вышли также американская экранизация романа, английский мини-сериал, а в 1984 году — австралийский мультфильм. На сюжет романа поставлены опера и мюзикл.
Лев Толстой в трактате «Что такое искусство?» приводил «Историю двух городов» как «образец высшего, вытекающего из любви к Богу и ближнему, религиозного искусства». Революционный писатель Константин Федин выбрал начальные строки романа эпиграфом к своей книге «Города и годы».
В 1926 году драматург Леонид Макарьев создал инсценировку «Повести о двух городах» для Ленинградского театра юного зрителя под названием «Гражданин Дарней». Описание спектакля ТЮЗа по пьесе Макарьева можно найти в романе Вениамина Каверина «Художник неизвестен».
В 1965 году американский писатель-фантаст Рэй Брэдбери пишет рассказ «Лучшее из времён». Действие рассказа происходит через 59 лет после смерти Чарльза Диккенса. Бесталанный писатель с фотографической памятью берёт себе личину Диккенса и передвигается по городкам Америки, записывая по памяти его книги одну за другой. Во время повествования он встречает восторженного этой игрой мальчика по имени Дуглас (второе имя Рэя Брэдбери — Дуглас: Рэй Дуглас Брэдбери), который в свои 12 лет считает имя Диккенса «великим». В рассказе, помимо заголовка, дважды цитируется строки из начала повести «Это было лучшее изо всех времён, это было худшее изо всех времён...» — в качестве эпиграфа и как часть повествования. Русский перевод рассказа опубликован в 1973 году.
Тем не менее русскоязычным читателям книга относительно мало известна, вероятно, ввиду острокритического изображения революционных реалий, которое сделало её мишенью нападок со стороны марксистских литературоведов. Так, авторы Краткой литературной энциклопедии упрекают писателя в «мелкобуржуазной ограниченности мировоззрения» на том основании, что «активные действия людей из народа вызывают в нём страх». Архивная копия от 27 июня 2013 на Wayback Machine

## Русские переводы
В 1893 году «Повесть о двух городах» была переведена на русский язык Елизаветой Бекетовой. С тех пор этот перевод неоднократно переиздавался (последнее издание — 2022 год, «Вече», серия: 100 великих романов, ISBN 978-5-4484-1521-0).
Другие переводы:
- С. П. Бобров, М. П. Богословская; 1960.  Этот перевод Корней Чуковский в книге «Мастерство перевода» назвал образцовым.
- Ирина Чаромская, 2004.

## Экранизации
- «Повесть о двух городах» / A Tale of Two Cities (США, 1907)
- «Повесть о двух городах» / A Tale of Two Cities — режиссёр Уильям Хамфри[англ.] (США, 1911)
- «Повесть о двух городах» / A Tale of Two Cities — режиссёр Фрэнк Ллойд (США, 1917)
- «Повесть о двух городах» / A Tale of Two Cities — режиссёр У. Кортни Роуден[англ.] (Великобритания, 1922) (выпуск в серии «Напряжённые моменты с великими авторами»)
- Единственный путь[англ.], режиссёр Герберт Уилкокс, Великобритания, 1925 .
- «Повесть о двух городах» / A Tale of Two Cities — режиссёр Джек Конуэй (США, 1935).
- «Повесть о двух городах» / A Tale of Two Cities — режиссёр Ральф Томас (Великобритания, 1958).
- «Повесть о двух городах» / A Tale of Two Cities — режиссёр Рассел Торнтон (мультфильм, Австралия, 1984).
- «Повесть о двух городах» / A Tale of Two Cities — режиссёр Майкл Э. Брайант (сериал, Великобритания, 1980).
- «Повесть о двух городах» / A Tale of Two Cities — режиссёр Филипп Монье (сериал, Великобритания-Франция, 1989).